# Centrale énergétique Vilnius-3
La centrale thermique Vilnius-3 est une centrale thermique produisant de l'électricité et de la chaleur en Lituanie.

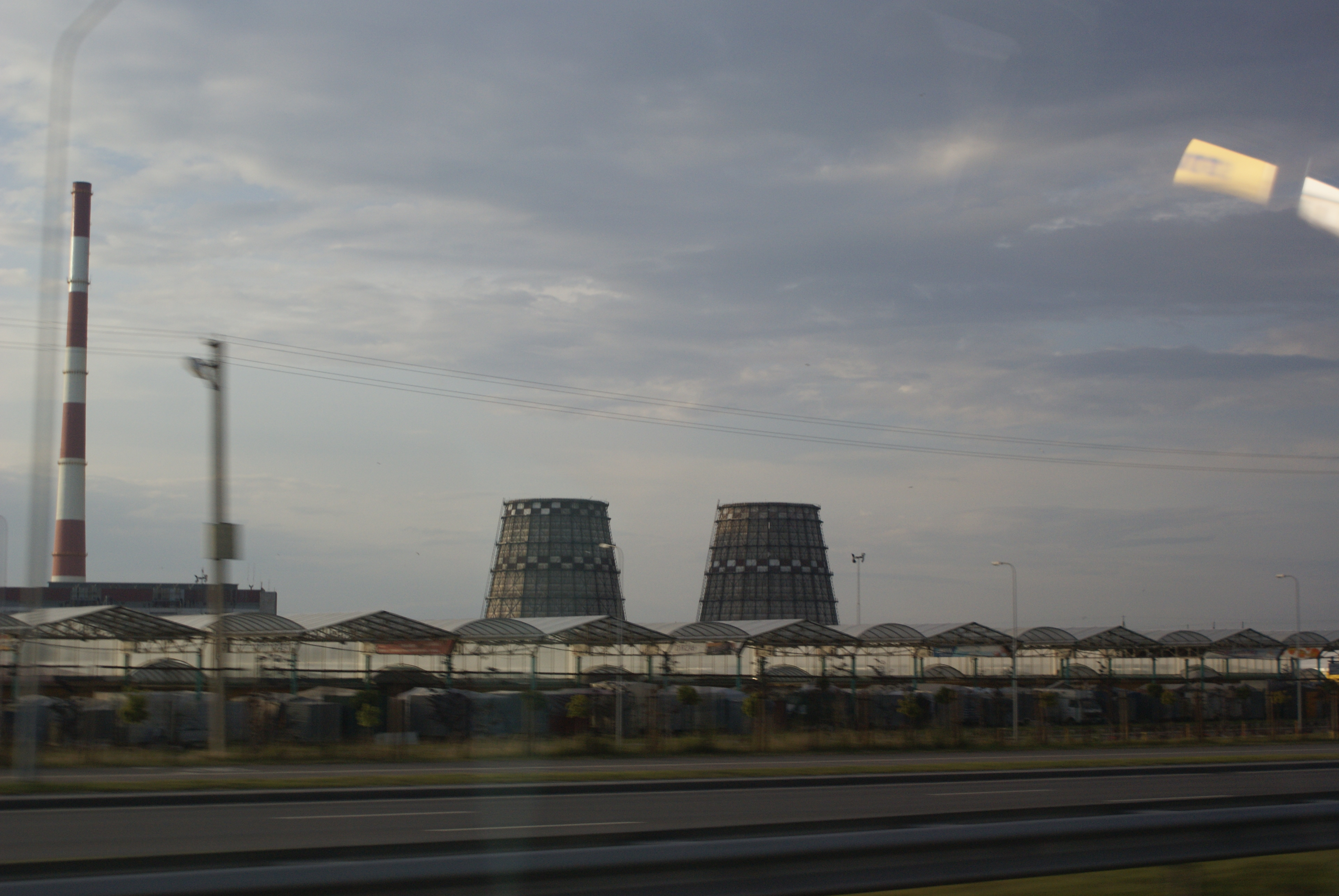
Vilnius-3.

Elle a été créée pour générer 603 MW pour le réseau de chaleur et 360 MW d’électricité.

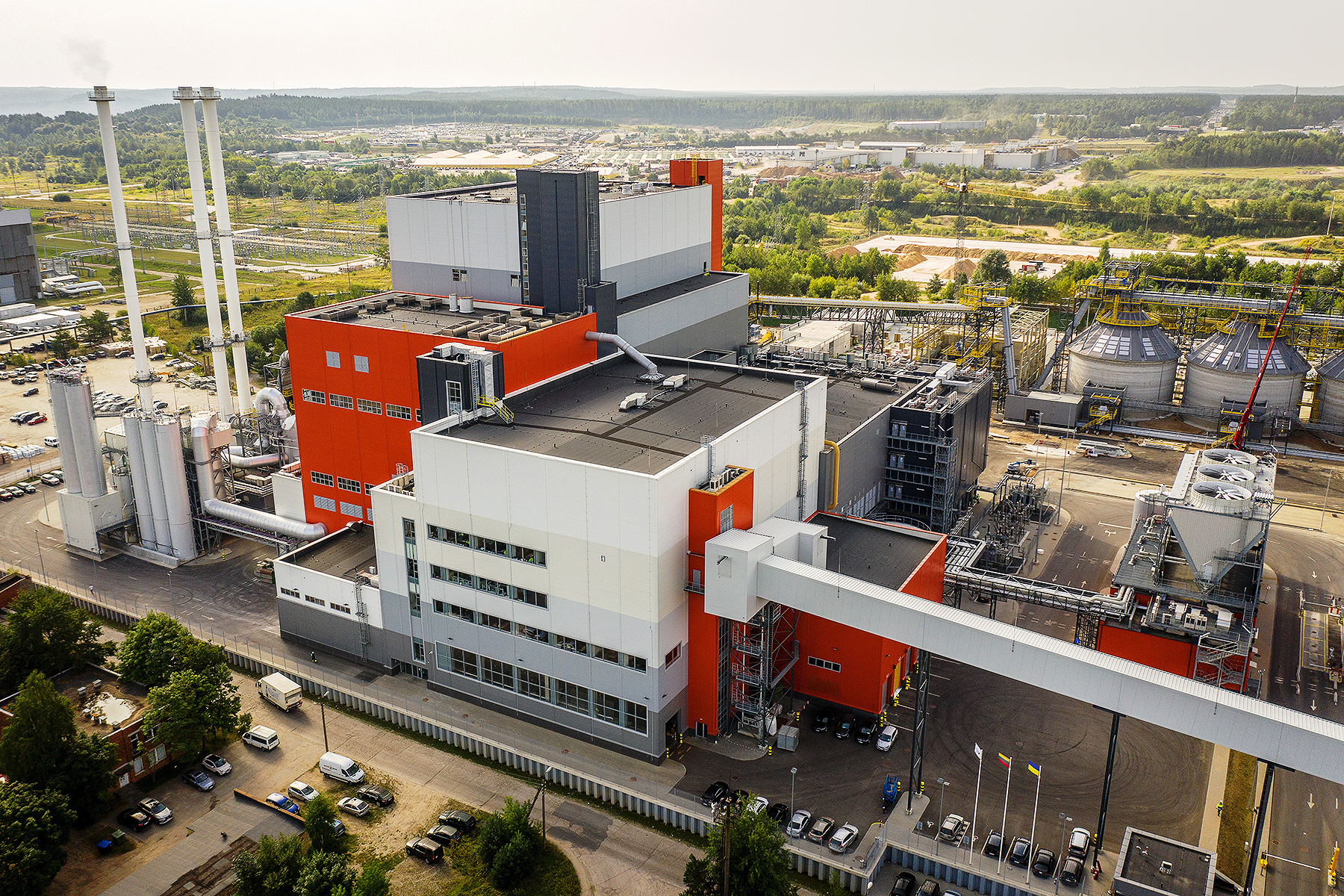
La nouvelle centrale Vilnius bio-fuel.

Jugée obsolète elle ferme en 2016 pour être remplacée par une nouvelle centrale qui est construite sur le site et fonctionne au gaz et produit 88 MW d'électricité avec 227 MW de chaleur, elle est équipée d'une turbine à gaz 9FB.

## Guerre russo-ukrainienne
En juillet 2024, la centrale Vilnius-3 doit être transférée en Ukraine pour soutenir le réseau de production,.